# Бахаєв Олексій Михайлович
Олексій Михайлович Бахаєв (нар. 1906, село Двурєчки Липецького повіту Воронезької губернії, тепер Липецької області, Російська Федерація — 17 квітня 1967, місто Донецьк) — радянський діяч, голова виконавчого комітету Сталінської міської ради депутатів трудящих Сталінської області.

## Біографія
Народився в родині робітника. Трудову діяльність розпочав у 1919 році робітником на шахтах Донбасу.
Член ВКП(б) з 1928 року.
У 1936 році закінчив юридичну школу.
У 1936—1937 роках — прокурор Харцизького району Донецької області.
З 1937 року — 1-й секретар Харцизького районного комітету КП(б)У Сталінської області.
З листопада 1941 до 1946 року — у Червоній армії, учасник німецько-радянської війни з січня 1942 року. Служив відповідальним секретарем партійного бюро 178-го кавалерійського полку 60-ї кавалерійської дивізії 5-го кавалерійського корпусу Південного фронту, офіцером оперативної групи Політичного управління Південного та Кавказького фронтів, а у 1945 році — заступником командира із політичної частини 24-ї запасної стрілецької дивізії Туркестанського військового округу.
З 1946 року перебував на партійній роботі: заступник завідувача відділу Сталінського обласного комітету КП(б)У; секретар Дзержинського районного комітету КП(б)У Сталінської області.
До 1953 року — 1-й секретар Куйбишевського районного комітету КП(б)У міста Сталіно Сталінської області.
У березні 1953 — березні 1961 р. — голова виконавчого комітету Сталінської міської ради депутатів трудящих Сталінської області.
З березня 1961 року — начальник Сталінського (Донецького) обласного управління побутового обслуговування населення.
Потім — персональний пенсіонер союзного значення у місті Донецьку.

## Звання
- старший політрук
- підполковник

## Нагороди та відзнаки
- орден «Знак Пошани» (23.01.1948)
- орден Червоної Зірки (20.04.1942)
- два ордени
- медаль «За оборону Кавказу» (28.12.1944)
- медаль «За перемогу над Німеччиною у Великій Вітчизняній війні 1941—1945 років» (17.09.1945)
- медалі
- почесна грамота Президії Верховної Ради Української РСР